# Fair Deal

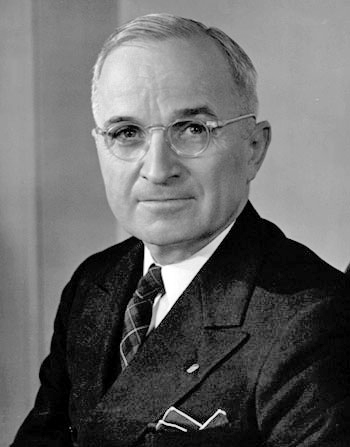
Harry S. Truman serviu como Presidente dos Estados Unidos entre 1945 e 1953.

Fair Deal foi um plano criado pelo presidente norte-americano Harry Truman. As políticas do Fair Deal mantiveram certo controle do Estado sobre a economia, incentivou a construçao de casas populares, aumentou a participação dos trabalhadores na renda nacional e concedeu algumas regalias aos sindicatos.

## Bilbiografia
- Donovan, Robert J. Conflict and Crisis: The Presidency of Harry S. Truman, 1945–1948 (1977); Tumultuous Years: 1949–1953 (1982)
- Hamby, Alonzo L. (Junho de 1972). «The Vital Center, the Fair Deal, and the Quest for a Liberal Political Economy». American Historical Review. 77 (3): 653–78. JSTOR 1870345. doi:10.2307/1870345
- Hamby, Alonzo L. Man of the People: A Life of Harry S Truman (1995)
- Smith, Jason Scott. "The Fair Deal" in Daniel S. Margolies, ed. A Companion to Harry S. Truman (2012) pp 210–21; excerto e pesquisa de texto